# Секста

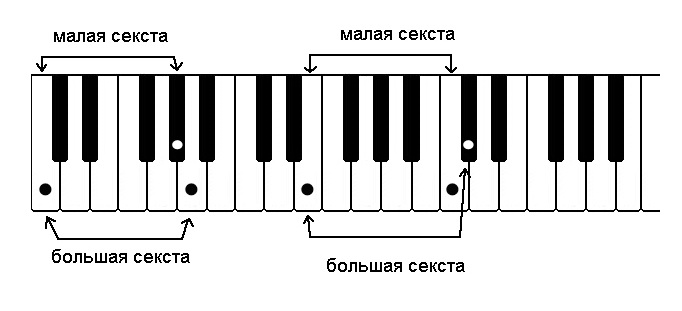
Секста

Се́кста (лат. sexta — шестая) — музыкальный интервал шириной в шесть ступеней, обозначается цифрой 6.

## Разновидности сексты

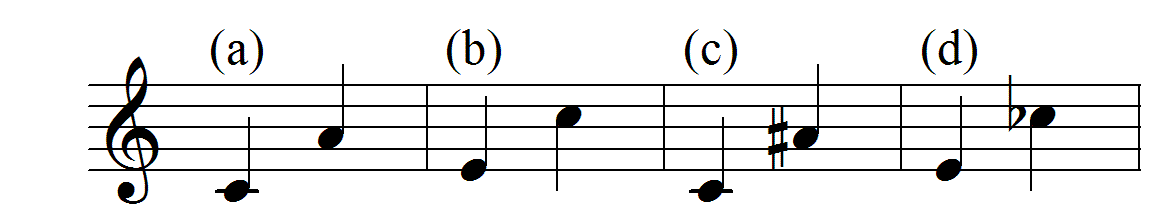
(a) — большая секста, (b) — малая секста, (c) — увеличенная секста, (d) — уменьшённая секста

- Большая секста — интервал в шесть ступеней и четыре с половиной тона, обозначается б. 6.

- Малая секста — интервал в шесть ступеней и четыре тона, обозначается м. 6.

- Увеличенная секста — интервал в шесть ступеней и 5 тонов, обозначается ув. 6, энгармонически равна малой септиме.

Увеличенная секста строится:
- на II пониженной ступени в мажоре и гармоническом миноре, разрешается в чистую октаву на I ступени
- на IV (с участием II повышенной) в мажоре и IV пониженной в миноре, разрешается в чистую октаву на III ступени
- на VI гармоническом в мажоре и VI в миноре, разрешается в чистую октаву на V ступени.

- Уменьшённая секста — интервал в шесть ступеней и три с половиной тона, обозначается ум. 6, энгармонически равна чистой квинте. Строится на IV повышенной ступени в мажоре и миноре (в обоих случаях с участием II пониженной ступени) и разрешается в чистую кварту на V ступени.

## Звучание
- Малая секста:

| C-As Восходящая последовательность Помощь по воспроизведению файла | C-E Нисходящая последовательность Помощь по воспроизведению файла |

- Большая секста:

| C-A Восходящая последовательность Помощь по воспроизведению файла | C-Es Нисходящая последовательность Помощь по воспроизведению файла |